# Olga Lindo
Olga Lindo (13 de julho de 1899 – 7 de maio de 1968) foi uma atriz inglesa, ativa entre as décadas de 1910 e 1960. Seu repertório variou entre os clássicos de farsa. Ela nasceu e faleceu em Londres, na Inglaterra.

## Filmografia selecionada
- The Shadow Between (1931)
- Royal Cavalcade (1935)
- Dark World (1935)
- The Last Journey (1936)
- I See a Dark Stranger (1946)
- The Extra Day (1956)
- Yield to the Night (1956)
- Make Mine a Million (1959)
- Sapphire (1959)
- Persuasion (1960)
- Dr Crippen (1962)
- Out of the Fog (1962)